# Миокимия
Миокимия (от греч. -mŷs - «мышца», + kŷm , -kŷmia - «что-то опухшее» или -kŷmos - «волна») — это непроизвольное, спонтанное, локализованное дрожание нескольких мышц или связок внутри мышцы, но их недостаточно для перемещения сустава. Один тип — верхняя косая миокимия.
Миокимия обычно используется для описания непроизвольного сокращения мышц век, обычно вовлекающего нижнее веко или реже верхнее веко. Это происходит у нормальных людей и, как правило, начинается и исчезает самопроизвольно. Однако иногда это может длиться до трех недель. Поскольку состояние обычно проходит само по себе, медицинские работники не считают его серьезным или вызывающим беспокойство.
Напротив, миокимия лица представляет собой тонкую рябь мышц на одной стороне лица и может отражать лежащую в основе опухоль в стволе мозга (обычно глиому ствола мозга), потерю миелина в стволе мозга (связанную с рассеянным склерозом) или в стадии восстановления синдрома Миллера-Фишера — вариант синдрома Гийена-Барре, воспалительная полинейропатия, которая может поражать лицевой нерв.
Миокимия в противном случае несвязанных частей тела может происходить в нейромиотонию.

## Причины
Частые факторы включают в себя: чрезмерное потребление кофеина, высокий уровень тревоги, усталость, обезвоживание, стресс, переутомление и недостаток сна. Использование определенных наркотиков или алкоголя также может быть фактором как и дефицит магния. Это также можно увидеть у пациентов с рассеянным склерозом.

## Лечение
Многие врачи обычно рекомендуют комбинированное лечение теплого компресса, наносимого на глаза (для снятия мышечного напряжения, расслабления мышц и уменьшения отеков), небольшой дозы антигистаминного препарата (для уменьшения любого отека, который может быть вызван аллергической реакцией), увеличенный постельный режим и уменьшенное воздействие экранов компьютеров, телевизоров и резкого освещения (чтобы мышцы могли отдыхать), а также мониторинг потребления кофеина (поскольку слишком много кофеина может вызвать неблагоприятную реакцию, такую как подергивание глаз, но контролируемая доза может служить в качестве эффективного лечения за счет увеличения кровотока).